# Wandelroute GR107
De GR107 of langeafstandswandelroute 107 is een wandelroute in de Pyreneeën die van het Franse dorp Foix tot het Spaanse dorp Berga loopt. De langeafstandswandelpaden zijn in Frankrijk uitgezet door de Franse Wandelfederatie.

## Toponymie
De GR107 wordt in het Frans ook wel de “Chemin des Bonshommes” genoemd. De “Bonshommes” (letterlijk: 'Goede Mannen') is een verwijzing naar de katharen die zichzelf zo noemden.
In het Catalaans is de naam van de GR 107 - Camí dels Bons Homes, in het Castiliaans Camino de los Hombres Buenos of Camino de los Cátaros.

## Traject
De GR107 is ern grensoverschrijdend pad van 224 km in de Pyreneeën dat de steden Foix in de Ariège (Frankrijk) en Berga in Catalonië (Spanje) verbindt. De route voert onder meer over de bergpas Col de Puymorens (1.915m) en langs het drielandenpunt tussen Andorra, Spanje en Frankrijk bij de Portella Blanca d'Andorra (2.517m). De volledige tocht duurt 8 tot 12 dagen.
De GR107 is zowel in Frankrijk als in Spanje gemarkeerd met het klassieke GR-baken: twee horizontale verflijnen, wit boven rood.

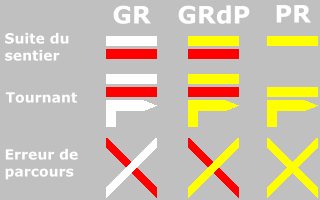
Markeringen: GR: wit en rood

## Thema's

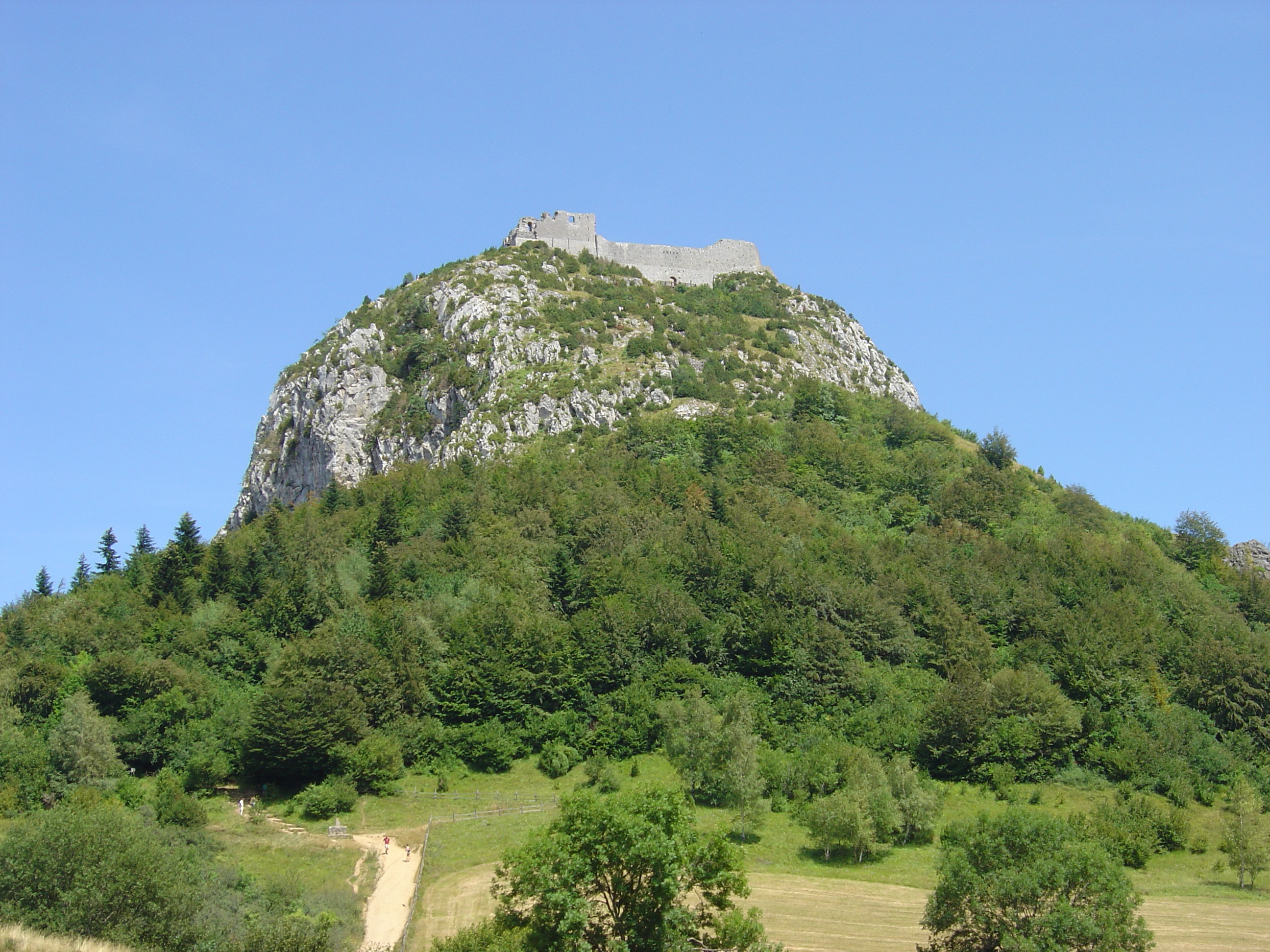
Het kasteel van Montségur.

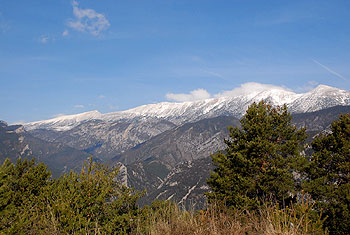
De Serra del Cadí.

De GR107 doorkruist verschillende historische plaatsen en natuurgebieden: het pad volgt de 'Weg van de Goede Mannen', die van de 11e tot de 16e eeuw een belangrijke verbindingsas vormde tussen de Ariège en de Catalaanse streek Berguedà.
De route biedt wandelaars de mogelijkheid om onder andere Katharenplaatsen zoals Roquefixade, Montségur en Montaillou in de Ariège te bezoeken. De GR107 was bovendien een vluchtroute voor de laatste Katharen, die de Inquisitie ontvluchtten omdat zij weigerden hun geloof te verloochenen of de dood te aanvaarden, en in Catalonië een toevlucht zochten.
Natuurliefhebbers kunnen genieten van het Nationaal Reservaat van Orlu en het Natuurpark Cadi-Moixero, die beide op de route liggen.

## Hoogtepunten
De GR107 voert je langs indrukwekkende landschappen, bergmassieven en sporen van een bewogen geschiedenis. Onderweg kom je wilde fauna tegen en doorkruis je grensgebieden waar natuur en cultuur elkaar ontmoeten.
De route is niet alleen geschikt voor wandelaars, maar kan ook worden afgelegd te paard of met de mountainbike. Ook ezels kunnen worden gehuurd om dit pad af te leggen.